# Nišikjó-ku (Kjóto)

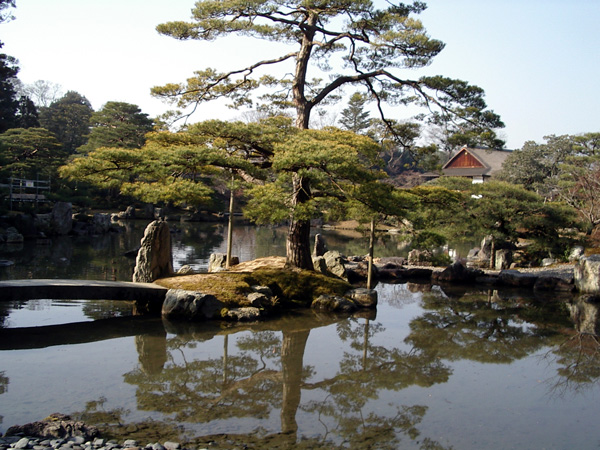
Vila Kacura, Nišikjó-ku, Kjóto

Nišikjó (西京区; Nišikjó-ku) je jednou z 11 čtvrtí japonského města Kjóto v prefektuře Kjóto. Její název znamená „západní čtvrť hlavního města“. Leží na jeho jihozápadním okraji. Čtvrtí protéká řeka Kacura. Vila Kacura na břehu stejnojmenné řeky je zřejmě nejznámější památkou čtvrti. Místní chrám Saihódži neboli „Mechový chrám“ je zapsán na Seznamu světového dědictví UNESCO.
Nišikjó-ku má rozlohu 59,20 km² a počet obyvatel 153 319 (k 1. dubnu 2008).